# Hosakoppa, Tirthahalli
Hosakoppa là một làng thuộc tehsil Tirthahalli, huyện Shimoga, bang Karnataka, Ấn Độ.